# (6852) Nannibignami
(6852) Nannibignami est un astéroïde de la ceinture principale.

## Description
(6852) Nannibignami est un astéroïde de la ceinture principale. Il fut découvert le 14 février 1985 à La Silla par Henri Debehogne. Il présente une orbite caractérisée par un demi-grand axe de 2,39 UA, une excentricité de 0,17 et une inclinaison de 2,5° par rapport à l'écliptique.

## Compléments